# Collerina
Collerina är en ort i Australien. Den ligger i kommunen Bourke och delstaten New South Wales, i den sydöstra delen av landet, omkring 630 kilometer nordväst om delstatshuvudstaden Sydney. Orten hade 47 invånare år 2016.